# 林增祥
林增祥（5月19日－），曾任中華職棒統一獅隊領隊。
是統一獅隊球隊史上首位非自統一企業內部轉調的外聘領隊，他曾任棒球記者，透過毛遂自薦獲得統一企業總裁林蒼生聘用。2006年林增祥帶領統一獅隊的首年，統一獅隊便刷新了中華職棒的連勝紀錄。2010年卸任統一獅領隊職務。
除了在領隊職位上的傑出表現外，林增祥也曾翻譯過「暈菜的天使」等八部英文著作，也是一名翻譯作家。

## 卸職原因
據統一獅隊在2010年3月29日所發出的新聞稿指出，林增祥是因生涯考量而卸下領隊職務；林增祥得知後隨即召開記者會否認統一獅的說法，他指出有傳聞誣指他綁洋將放水，因此被換掉其統一獅領隊一職。

## 基本資料
- 最高學歷：輔仁大學大眾傳播系

## 經歷
- 中時晚報記者（1992年－2005年）
- 中華職棒統一獅隊領隊（2006年－2010年3月29日）

## 外部連結
- 林增祥在台灣棒球維基館上的頁面（繁體中文）